# Cuverville (Calvados)
Cuverville is een gemeente in het Franse departement Calvados (regio Normandië). De gemeente maakt deel uit van het arrondissement Caen. Cuverville telde op 1 januari 2022 2.273 inwoners.

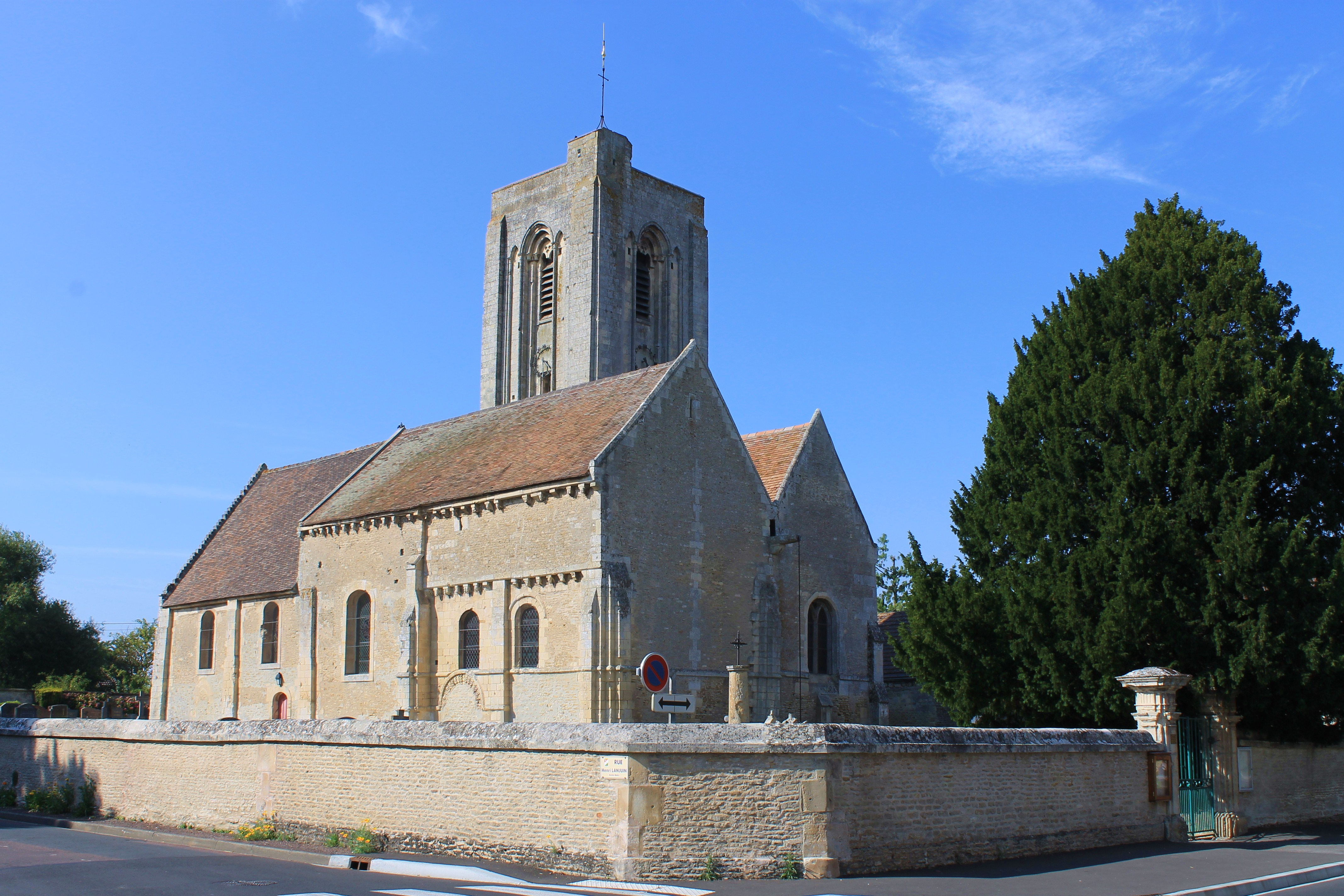
Église de l'Immaculée-Conception-de-Notre-Dame

## Geografie
De oppervlakte van Cuverville bedroeg op 1 januari 2022 2,01 vierkante kilometer; de bevolkingsdichtheid was toen 1.130,8 inwoners per km².
De onderstaande kaart toont de ligging van Cuverville met de belangrijkste infrastructuur en aangrenzende gemeenten.

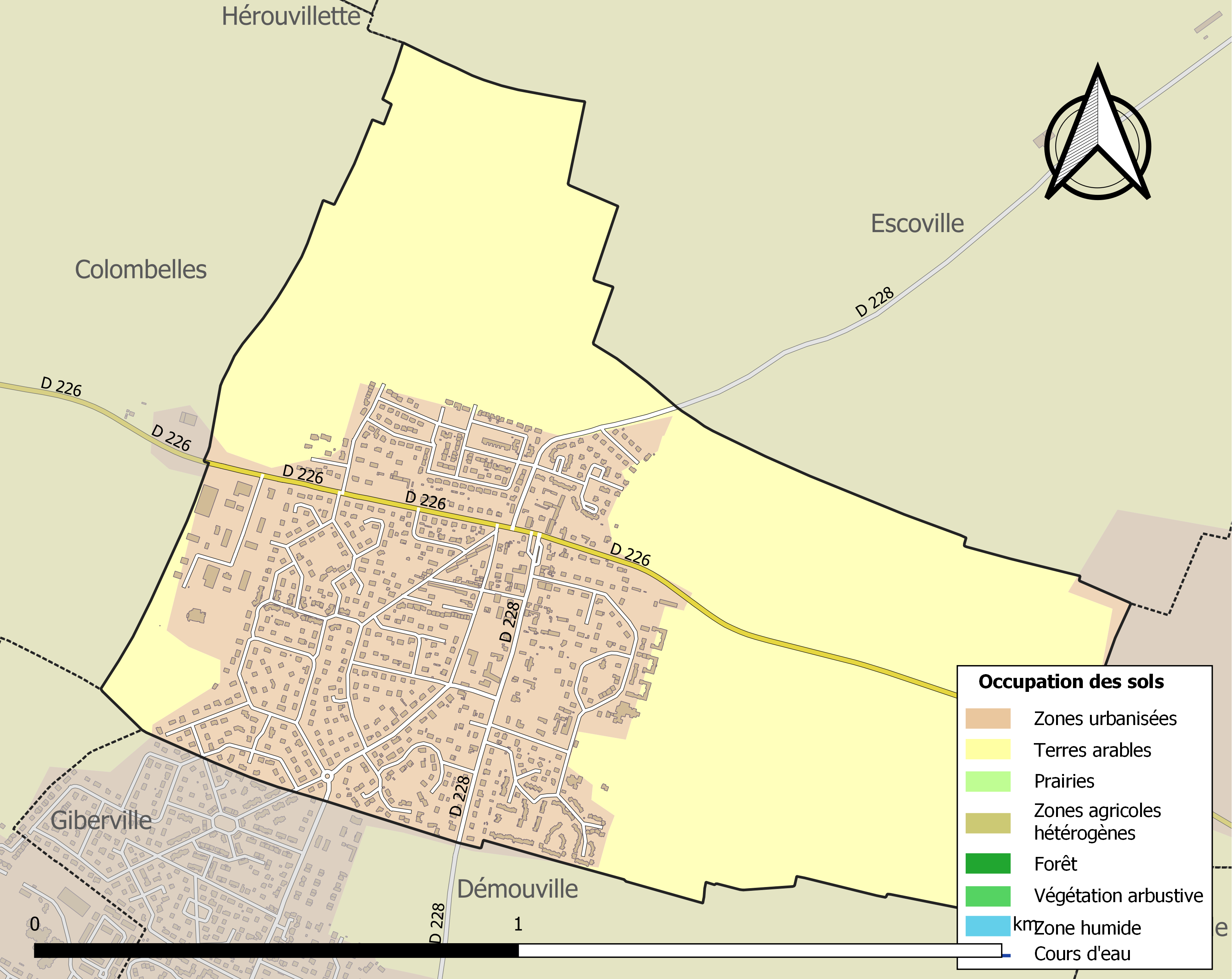

## Bezienswaardigheden
- De Église de l'Immaculée-Conception-de-Notre-Dame

## Demografie
Onderstaande figuur toont het verloop van het inwonertal (bron: INSEE-tellingen).
Vanwege een beveiligingsprobleem met de MediaWiki Graph-software is het momenteel niet mogelijk deze grafiek weer te geven. Zodra de software is bijgewerkt zal de grafiek vanzelf weer zichtbaar worden.